# 2014년 FIFA 월드컵 경고 기록
다음은 2014년 FIFA 월드컵의 각종 경고 기록이다.

## 경고 기록

### 조별 리그

#### A조
- 브라질 : 루이스 구스타부, 네이마르, 치아구 시우바, 하미리스
- 멕시코 : 엑토르 모레노, 파울 아길라르, 호세 후안 바스케스 (2회), 라파엘 마르케스
- 크로아티아 : 베드란 초를루카, 데얀 로브렌, 에두아르두, 이반 라키티치
- 카메룬 : 다니 눈쿠, 스테판 음비아, 에용 에노, 에드가 살리

#### B조
- 네덜란드 : 스테판 더 프레이, 요나탄 더휘즈만, 로빈 판 페르시 (2회), 데일리 블린트
- 칠레 : 차를레스 아랑기스, 에우헤니오 메나, 아르투로 비달, 프란시스코 실바
- 스페인 : 이케르 카시야스, 샤비 알론소, 세르히오 라모스
- 오스트레일리아 : 밀레 예디나크 (2회), 마크 밀리건, 팀 케이힐 (2회), 매슈 스피라노비치

#### C조
- 콜롬비아 : 카를로스 산체스, 프레디 과린
- 그리스 : 소크라티스 파파스타토풀로스, 디미트리스 살핑기디스, 바실리스 토로시디스, 코스타스 카추라니스 (2회), 요르기오스 사마라스
- 코트디부아르 : 디디에 조코라 (2회), 솔 밤바, 셰이크 티오테, 세레이 디에, 살로몽 칼루, 디디에 드로그바
- 일본 : 요시다 마야, 모리시게 마사토, 하세베 마코토, 곤노 야스유키

#### D조
- 코스타리카 : 호세 미겔 쿠베로, 히안카를로 곤살레스
- 우루과이 : 디에고 루가노, 마르틴 카세레스, 디에고 고딘, 페르난도 무슬레라, 에히디오 아레발로
- 이탈리아 : 마리오 발로텔리 (2회), 마티아 데 실리오
- 잉글랜드 : 라힘 스털링, 스티븐 제라드, 로스 바클리, 애덤 럴라나

#### E조
- 프랑스 : 파트리스 에브라, 요안 카바예 (2회)
- 스위스 : 요안 주루
- 에콰도르 : 후안 카를로스 파레데스, 안토니오 발렌시아, 헤페르손 몬테로, 에네르 발렌시아, 프리크손 에라소
- 온두라스 : 루이스 가리도, 윌슨 팔라시오스 (2회), 오스카르 가르시아, 빅토르 베르나르데스, 제리 벵트손, 헤리 팔라시오스

#### F조
- 아르헨티나 : 마르코스 로호
- 나이지리아 : 존 오비 미켈, 주본 오사니와, 케네스 오메루오
- 보스니아 헤르체고비나 : 에미르 스파히치, 하리스 메두냐닌, 무하메드 베시치
- 이란 : 안드라니크 테이무리안, 자바드 네쿠남, 마수드 쇼자에이, 카림 안사리파르드

#### G조
- 독일 : 베네딕트 회베데스
- 미국 : 저메인 존스, 오마르 곤살레스, 카일 베커맨
- 포르투갈 : 주앙 페헤이라, 조앙 모티뉴
- 가나 : 모하메드 라비우, 설리 문타리 (2회), 해리슨 애풀, 압둘 마지드 와리스, 조르당 아유

#### H조
- 벨기에 : 얀 페르통언, 토비 알데르베이럴트, 악셀 위첼, 무사 뎀벨레
- 알제리 : 나빌 벤탈렙, 마지드 부게라, 자멜 메스바흐, 나빌 길라스, 리아신 카다무로벤타이바
- 러시아 : 올레크 샤토프, 데니스 글루샤코프, 알렉세이 코즐로프, 드미트리 콤바로프
- 대한민국 : 기성용, 구자철, 손흥민, 이용, 한국영, 홍정호

### 결선 토너먼트

#### 16강전
- 브라질 : 다니 아우베스, 루이스 구스타부, 헐크, 조
- 멕시코 : 라파엘 마르케스, 파울 아길라르, 안드레스 과르다도
- 네덜란드 : 없음
- 칠레 : 프란시스코 실바, 에우헤니오 메나, 마우리시오 피니야
- 콜롬비아 : 파블로 아르메로
- 그리스 : 코스타스 마놀라스, 안드레아스 사마리스
- 코스타리카 : 케일러 나바스, 옐친 테헤다, 브라이언 루이스, 에스테반 그라나도스
- 우루과이 : 호세 히메네스, 디에고 루가노
- 스위스 : 그라니트 자카, 젤송 페르난드스
- 프랑스 : 블레즈 마튀이디
- 아르헨티나 : 에세키엘 가라이, 마르코스 로호, 앙헬 디 마리아
- 나이지리아 : 없음
- 독일 : 필리프 람
- 미국 : 제프 캐머런
- 벨기에 : 뱅상 콩파니
- 알제리 : 라피크 할리시

#### 8강전
- 브라질 : 줄리우 세자르, 치아구 시우바
- 네덜란드 : 브루누 마르팅스 인디, 클라스얀 휜텔라르
- 콜롬비아 : 마리오 예페스, 하메스 로드리게스
- 코스타리카 : 호니 아코스타, 히안카를로 곤살레스, 미차엘 우마냐, 후니오르 디아스
- 프랑스 : 없음
- 아르헨티나 : 루카스 비글리아
- 독일 : 바스티안 슈바인슈타이거, 사미 케디라
- 벨기에 : 토비 알데르베이럴트, 에덴 아자르

#### 준결승전
- 브라질 : 단치
- 네덜란드 : 브루누 마르팅스 인디, 클라스얀 휜텔라르
- 아르헨티나 : 마르틴 데미첼리스
- 독일 : 없음

#### 3·4위전
- 네덜란드 : 요나탄 더휘즈만, 아르연 로번
- 브라질 : 치아구 시우바, 오스카르, 페르난지뉴

#### 결승전
- 독일 : 베네딕트 회베데스, 바스티안 슈바인슈타이거
- 아르헨티나 : 하비에르 마스체라노, 세르히오 아궤로

## 퇴장 기록

### 조별 리그
- 크로아티아 : 안테 레비치
- 카메룬 : 알렉상드르 송
- 그리스 : 코스타스 카추라니스
- 우루과이 : 막시 페레이라
- 이탈리아 : 클라우디오 마르키시오
- 에콰도르 : 안토니오 발렌시아
- 온두라스 : 윌슨 팔라시오스
- 포르투갈 : 페페
- 벨기에 : 스테번 드푸르

### 결선 토너먼트
- 코스타리카 : 오스카르 두아르테

## 심판 경고 기록
| 심판                       | 경기 | 퇴장 | 경고 | 레드 카드              | PK 허용 |
| -------------------------- | ---- | ---- | ---- | ---------------------- | ------- |
| 랍샨 이르마토프            | 4    | 1    | 14   | 바로퇴장 1             | 0       |
| 니콜라 리촐리              | 4    | 0    | 13   |                        | 1       |
| 자멜 하이무디              | 4    | 0    | 12   |                        | 2       |
| 네스토르 피타나            | 4    | 0    | 8    |                        | 0       |
| 벤 윌리엄스                | 3    | 2    | 15   | 바로퇴장 1 2차 경고 1  | 0       |
| 산드루 히시                | 3    | 1    | 10   | 2차 경고 1             | 1       |
| 마르코 안토니오 로드리게스 | 3    | 1    | 7    | 바로퇴장 1             | 1       |
| 페드루 프로엔사            | 3    | 1    | 6    | 바로퇴장 1             | 2       |
| 쥐네이트 차크르            | 3    | 0    | 12   |                        | 0       |
| 요나스 에릭손              | 3    | 0    | 10   |                        | 0       |
| 카를로스 벨라스코 카르바요 | 3    | 0    | 8    |                        | 1       |
| 마크 가이거                | 3    | 0    | 7    |                        | 0       |
| 비외른 카위퍼르스          | 3    | 0    | 5    |                        | 1       |
| 호엘 아길라르              | 2    | 1    | 7    | 2차 경고 1             | 0       |
| 펠릭스 브리히              | 2    | 1    | 6    | 바로퇴장 1             | 1       |
| 누망디에즈 두에            | 2    | 1    | 5    | 바로퇴장 1             | 0       |
| 밀로라드 마지치            | 2    | 1    | 3    | 바로퇴장 1             | 1       |
| 하워드 웹                  | 2    | 0    | 9    |                        | 0       |
| 나와프 슈크랄라            | 2    | 0    | 7    |                        | 0       |
| 엔리케 오세스              | 2    | 0    | 6    |                        | 0       |
| 윌마르 롤단                | 2    | 0    | 5    |                        | 0       |
| 카를로스 베라              | 2    | 0    | 4    |                        | 1       |
| 니시무라 유이치            | 1    | 0    | 4    |                        | 1       |
| 바카리 가사마              | 1    | 0    | 2    |                        | 0       |
| 피터 오리어리              | 1    | 0    | 2    |                        | 0       |
| 총계                       | 64   | 10   | 187  | 바로 퇴장 7 2차 경고 3 | 13      |